# Serguei Gavrílovitx Ribakov
Serguei Gavrílovitx Ribakov, rus: Сергей Гаврилович Рыбаков, (Samara, 27 de setembre de 1867 - Riga, 28 de desembre de 1921) - fou un etnògraf i folklorista rus. Va contribuir al desenvolupament de la historiografia, la història local, el folklore i l'etnografia musical.
Estudià simultàniament en la Universitat i en el Conservatori de Sant Petersburg. Després va emprendre llargs viatges per la Rússia Oriental i el Turquestan, estudiant la música popular. Fruit de les seves observacions foren les obres escrites en rus: Les formes poètiques dels tàrtars, amb 40 melodies (Sant Petersburg, 1895); El Kuraí, un instrument músic dels Baskirs, amb 6 melodies (Sant Petersburg, 1896), i La música i les melodies del mahometans dels Urals, amb 204 melodies (Sant Petersburg, 1897). A més, és autor d'algunes melodies vocals.